# Greenwood Village
Greenwood Village és una població dels Estats Units a l'estat de Colorado. Segons el cens del 2006 tenia 12.817 habitants.

## Demografia
Segons el cens del 2000, Greenwood Village tenia 11.035 habitants, 3.997 habitatges, i 3.097 famílies. La densitat de població era de 525,4 habitants per km².
Dels 3.997 habitatges en un 41,8% hi vivien nens de menys de 18 anys, en un 69,8% hi vivien parelles casades, en un 5,7% dones solteres, i en un 22,5% no eren unitats familiars. En el 17,5% dels habitatges hi vivien persones soles el 3,3% de les quals corresponia a persones de 65 anys o més que vivien soles. El nombre mitjà de persones vivint en cada habitatge era de 2,75 i el nombre mitjà de persones que vivien en cada família era de 3,15.
Per edats la població es repartia de la següent manera: un 29,7% tenia menys de 18 anys, un 5% entre 18 i 24, un 23,9% entre 25 i 44, un 32,3% de 45 a 60 i un 9,1% 65 anys o més.
L'edat mediana era de 41 anys. Per cada 100 dones de 18 o més anys hi havia 97,5 homes.
La renda mediana per habitatge era de 116.147 $ i la renda mediana per família de 145.802 $. Els homes tenien una renda mediana de 99.088 $ mentre que les dones 41.991 $. La renda per capita de la població era de 69.189 $. Entorn de l'1,5% de les famílies i l'1,9% de la població estaven per davall del llindar de pobresa.

## Poblacions més properes
El següent diagrama mostra les poblacions més properes.